# Holger Christian Reedtz
Holger Christian Reedtz (14. februar 1800 – 6. februar 1857), søn af Niels Juel Reedtz (1771-1830) til Palsgård, var dansk adelsmand, godsejer, direktør i Udenrigsministeriet, udenrigsminister, formand for komitén for Det Astronomiske Observatorium i Altona, kongevalgt medlem af Rigsrådet, og geheimekonferensråd.

## Barndom og ungdom
Holger Christian Reedtz blev født den 14. 2. 1800 i Odense som søn af kammerjunker Niels Juel Reedtz til Palsgaard og hustru Cathrine Sophie Vilhelmine Benzon. Sammen med sin to år yngre bror Otto Arenfeldt Reedtz voksede han op på godset Palsgaard i Østjylland. I 1818 blev han student fra Odense Katedralskole, hvorfra han fortsatte til København for at læse jura på universitetet. I 1821 modtog han Universitetets guldmedalje for en historisk afhandling.
Han fik sin juridiske embedseksamen med første karakter den 11. april 1823 og fortsatte herefter sine studier i historie, folkeret og sprog. Han udarbejdede en videnskabelig afhandling om Danmarks aftaler med fremmede magter fra Knud den Stores tid i 1026 til slutningen af 1700-tallet. Afhandlingen udkom på fransk i Göttingen i 1826 og fik en smuk modtagelse. I årene 1827-28 var han på studierejse til München og Wien.
Efter sin hjemkomst blev Holger Christian Reedtz volontør ved Departementet for de Udenrigske Anliggender (det senere udenrigsministerieum), hvor han fra 1831 til 1842 var ansat som sekretær. I 1842 opsagde han sin stilling, fordi han følte, at kong Christian VIII havde forbigået ham og selv havde taget kontakt med Sverige i spørgsmålet om Øresundstoldens afløsning, et sagsområde Reedtz som embedsmand længe havde arbejdet på. Kongens indgriben i disse forhandlinger kunne han ikke acceptere, hvorfor han opsagde sin stilling og vendte tilbage til Palsgaard.
Sammen med sin broder Otto Arenfeldt Reedtz (1802-1887) havde han overtaget ejerskabet af Palsgaard efter sin mor i 1835. Da broderen i begyndelsen 1846 med sin familie flyttede til godset Tamdrup Bisgaard, som han havde købt, fortsatte Holger Reedtz som eneejer og med forpagter af landbruget.

## Ægteskab
Holger Christian Reedtz blev den 16. 2. 1848 på Frijsenborg Slot viet til Asta Tugendreich Adelheid komtesse Juel Vind Frijs (1826-1890), datter af grev Erhard Juel Vind Frijs (1788-1826) til Wedelslund og hustru Caroline Tugendreich Adelheid, født Reiche (1788-1827). Komtessen var sammen med sin tvillingebroder efter deres forældres død vokset op hos deres farbror lensgreve Jens Christian Carl Krag-Juel-Vind-Frijs på Frijsenborg.
Ægteparret fik fire børn: Sophie Henriette Olga Reedtz (1849-1906), gift i 1868 med læge Jacob Antonius Sparrevohn, ridder af Dannebrog (1838-1914), Niels Juel Reedtz (1853-1886), arving til Palsgaard, gift i 1874 med Ane (Anna) Kirstine Quist (1851-1926), Louise Benedicte Amalie Reedtz (1855-1875) og Holger Otto Peter Christian Reedtz (1857-1905), gift i 1879 med Marie (Mary) Wilhelmine Winther (1859-1939).

## Liv og virke
I 1847 blev Holger Christian Reedtz medlem af Viborg Stænderforsamling. Umiddelbart efter udbruddet af Den første Slesvigske Krig i foråret 1848 blev han af kong Frederik VII kaldt til København for at tiltræde en stilling som depechesekretær i udenrigsministeriet med særlige opgaver, herunder kontakterne til de fremmede magter. Han var i 1848 på mission til London, deltog i våbenstilstandsforhandlingen i Malmø og var på missioner til Slesvig og Preussen. Han deltog i forhandlingen om våbenstilstanden, der blev indgået den 10. juli 1849 og ved den endelige fredsslutning i 1850. Samme år blev han udnævnt til direktør i udenrigsministeriet.
Han var udenrigsminister i Ministeriet Moltke II og Ministeriet Moltke III i tiden 6. 8. 1850 til 18. 10. 1851. Som minister var han i juni 1851 i Polen for at møde den russiske zar Nikolajs udenrigsminister Nesselrode. Her forhandlede han det ømtålelige spørgsmål om zarens arveret til den danske trone, en arveret, der ville blive aktuelt, såfremt kong Frederik VII ved sin død ikke efterlod sig en tronarving. Mødet resulterede i en aftale, i hvilken zaren gav afkald på sine arvemæssige rettigheder til den danske trone. Hermed blev vejen senere banet for, at den glücksburgske linje kunne indtage den danske trone i 1863.
Holger Christian Reedtz var helstatsmand af overbevisning og optrådte ret selvstændigt under sine forhandlinger med udenlandske magter, og han stod i åbenlys modsætning til Rigsdagens nationalliberale flertal. Han var med sin omfattende administrative, politiske og udenrigsministerielle indsigt og skoling såvel de fleste af sine ministerkolleger som sine politikerkolleger overlegen.
Han blev kongevalgt medlem af Rigsrådet af 26. juli 1844 og 2. oktober 1855, men fratrådte efter eget ønske i februar 1856. Han var en kyndig botaniker og astronom. Han var fra 1853 formand for komitéen for Det Astronomiske Observatorium i Altona.
Ved sin død efterlod han Palsgaard som et konsolideret og veldrevet gods med detaljerede planer for dets videre udvikling.

## Død og begravelse
Holger Christian Reedtz døde på Palsgaard Slot den 6. februar 1857. Hustruen var i ugen før nedkommet med en søn. Hun meddelte sin mands dødsfald bl.a. med ordene "efter længere tids svagelighed og kort tids sygdom". Han blev begravet i familiegravstedet på As Kirkegård.
Broderen Otto Arenfeldt Reedtz tiltrådte som værge for de fire umyndige børn, medens svogeren, lensgreve Christian Emil Krag-Juel-Vind-Frijs til Frijsenborg tiltrådte som lavværge for sin plejesøster under boopgørelsen. Skiftet blev i årene 1858-61 forestået af herredsfoged og skriver ved Bjerre Herred, kammerjunker Georg Flemming Tillisch.
Hans enke Asta Tugendreich Adelheid, født komtesse Juel Vind Frijs, bosatte sig med de fire børn i København, hvor hun i april 1858 indgik ægteskab med digterpræsten ved Vartov Kirke Nicolaj Frederik Severin Grundtvig (1783-1872).

## Orderner, titler og udmærkelser
- 1821: Københavns Universitetets guldmedalje for en afhandling om Valdemarernes erobringer af Østersøkysterne
- 1823: Kammerjunker
- 1833: Ridder af Dannebrogsordenen
- 1836: Dannebrogsmand
- 1840: Kammerherre
- 1841: Kommandør af Leopold Ordenen (Belgien)
- 1842: Kommandør af Æreslegionen (Frankrig)
- 1848: Kommandør af Nordstjernen (Sverige)
- 1848: Kommandør af Dannebrogsordenen
- 1850: Storkorset af Dannebrogsordenen
- 1851: Ridder af Den hvide Ørn (Østrig)
- 1852: Geheimekonferensråd

## Læs yderligere
- Dansk Biografiske Leksikon
- Danmarks Adelsårbog 1894
- Gyldendals De Store Danske Encyklopædi
- Fr. Barfod: Dansk Rigsdagskalender, Gyldendal, 1856
- Claus Bjørn: Dansk udenrigspolotisk Historie, III, 1814-64
- N.F.S. Grundtvig: indlæg, Danskeren, Et Ugeblad, 2. årgang, 1894, nr. 42
- Johan Bønnelycke Jørgensen: Slægten Reedtz på Palsgaard og Tamdrup Bisgaard samt dennes efterslægt. Horsens Bogtrykkeri, 1971.
- Julius Clausen: Palsgaard, Danske Slotte og Herregårde, 1920
- Bjerre Herreds Bogen I 1963 og II 2001. Glud Museums Forlag.
- Knud Søndergaard: Asta Grundtvig. Liv og Virke, slægt og venner, 1826-90. Billedredaktion: Lars Thorkild Bjørn. Forlaget Vartov, København, 2013.